# Les Rencontres Africa
 (août 2018).
 (août 2018).
Les Rencontres Africa est une convention d’affaires entre dirigeants d'entreprises françaises et africaines, créée en 2016. L’événement se tient annuellement, alternativement en France ou en Afrique et est organisé par le groupe Classe Export.
L'événement réunit des dirigeants d’entreprises, des investisseurs, des porteurs de projet et des décideurs politiques en provenance de 30 pays d’Afrique et de France. Elle a pour objectif de proposer des rencontres entre entreprises africaines et françaises, de favoriser les échanges et les partenariats et de favoriser la croissance.

## Origine et objet
La convention est organisée par le groupe Classe Export, sous le haut parrainage conjoint du Ministère des Affaires Étrangères et du Développement International, du Ministère de l'économie, de l'industrie et du numérique, en collaboration avec AfricaFrance et le Conseil économique, social et environnemental.
Les Rencontres Africa font suite aux engagements prononcés par Emmanuel Macron au cours de la COP21, à financer des projets sur le continent africain.
L'événement se déroule chaque année depuis 2016. Il s'agit d'un rendez-vous annuel pour des entreprises et des investisseurs, voyant un potentiel dans les relations économiques entre l’Afrique et la France. L'événement comprend : des rendez-vous d'affaires entre dirigeants, des conférences et colloques et des sessions de réseautage.

## Différentes éditions

### Édition 2016
La première édition des Rencontres Africa a lieu entre le 22 et le 23 septembre 2016, au Palais d'Iéna à Paris et rassemble 2347 participants. Dix conférences et 21 colloques traitent des thèmes de la ville durable, de l’agriculture et l'agrobusiness, des énergies, de l'innovation et de la révolution numérique, des financements, de la formation et des ressources humaines.
Plusieurs personnalités du monde économique et politique sont présentes, telles que : Daniel Kablan Duncan, Amadou Ba (1961), Élisabeth Guigou, Habib Debbabi, Lionel Zinsou, Christophe Sirugue, Hubert Védrine, Jean-Louis Borloo, Matthias Fekl, Alexandre Maymat, Ali Guelleh Aboubaker, Alexandre Zapolsky, Ludovic Subran, Étienne Giros, Xavier Beulin, Muriel Pénicaud, Nicolas Dufourcq ou encore Cina Lawson.

### Édition 2017
La deuxième édition se déroule en Afrique et est déclinée en trois manifestations régionales : à Abidjan à l'Hôtel Ivoire du 2 au 3 octobre 2017 et simultanément les 5 et 6 octobre 2017 à Nairobi et à Tunis. 4788 participants sont réunis pour cette édition : 2196 à Abidjan, 878 à Nairobi et 1714 à Tunis.
Les sept grandes thématiques de la manifestations sont  : ville durable / infrastructure / BTP - industrie de transformation des produits agricoles - énergie / matière première - numérique - financement - formation - startup / entrepreneurs. Elles correspondent à l’organisation de conférences et sont déclinées en colloques techniques afin de travailler sur des cas pratiques. 475 dirigeants français sont présents pour réaliser des centaines de rendez-vous d'affaires avec leurs homologues africains.
La manifestation a accueilli de nombreux partenaires dont l'Agence française de développement, l'Association internationale des régions francophones, la Région Auvergne-Rhône-Alpes, Bpifrance, Business France, la CCI France international, Comete International, Condor Electronics, Corsair International, Fidal, HEC Paris, le Groupe Loukil, Microsoft, Orange (entreprise), la Société générale, Total (entreprise), Tunisair, l'Université centrale (Tunis).
De nombreuses personnalités publiques y sont présentes comme Daniel Kablan Duncan, Youssef Chahed, Édouard Philippe, Paul Kaba Thiéba, Jean-Yves Le Drian, Jean-Claude Brou, Souleymane Diarrassouba, Zied Ladhari, Bruno Nabagné Koné, Samir Taïeb, Thierry Tanoh, Habib Dadabi, Hamed Bakayoko, Benjamin Griveaux, Chris Kiptoo, Jean-Baptiste Lemoyne (homme politique), Adan Mohammed, Salma Ahmed, Wided Bouchamaoui, Jean-marie Ackah, Khoudia Mbaye.

### Édition 2018
La troisième édition des Rencontres Africa se déroule à Paris les 24 et 25 septembre 2018, au Palais des Congrès . Trois secteurs sont mis à l'honneur : la Santé, l'Agroalimentaire/Agriculture et le BTP/Infrastructures.
Pour les rencontres sectorielles Santé, le programme est organisé sous le haut parrainage d’Agnès Buzyn, Ministre des Solidarités et de la Santé, copiloté par Nora Berra, ancienne Secrétaire d’État chargée de la Santé et par le Docteur Eudes Ménager, président du Club Médical Numérique Francophone et Innovation Santé (C.M.N.F.I.S.). Elle se tient en présence de nombreux Ministres de la santé africains et avec la participation de grands industriels du secteur.
L’opération Agroalimentaire/Agriculture, soutenue par l’ADEPTA (Association pour le Développement des Échanges internationaux de Produits et Techniques Agroalimentaires), accueille plusieurs personnalités économique et politique comme Biendi Maganga Moussavou, Ministre de l’Agriculture et de l’Elevage du Gabon, Ouro-Koura Agadazi, Ministre de l'agriculture, de l'élevage et de l'hydraulique du Togo, Jean Pierre Senghor, Coordinateur National du Programme des Domaines Agricoles communautaires (PRODAC), Nicolas Jauzion-Graverolle, Directeur grand export du Groupe d'aucy.
Le secteur BTP/Infrastructures dispose également d’un programme sur-mesure, avec des sessions de networking pour les dirigeants français et africains du secteur et des interventions de donneurs d’ordres comme Monsieur Abdou Karim Fofana, Directeur de l’Agence du Patrimoine Bâti de l’État du Sénégal et Noël Akossi Bendjo, Maire Abidjan Plateau - Côte d'Ivoire.

### Édition 2019
En 2019, la convention d'affaires, soutenue par Business France, se déroule au Maroc les 21 et 22 octobre au Centre International de Conférences Mohammed VI de Skhirat, et s'est poursuivi au Sénégal, les 24 et 25 octobre au Centre international de conférences Abdou Diouf (CICAD) de la ville de Diamniadio.
Co-organisées par les institutions économiques locales, l'AMDIE (Agence Marocaine de Développement des Investissements et des Exportations) au Maroc et l'APIX (Agence Nationale chargée de la Promotion de l'Investissement et des grands Travaux) au Sénégal, les Rencontres Africa 2019 rassemblent de nombreux d'entrepreneurs français, européens et africains.
Les participants à cette 4e édition sont notamment : M. Hichem Boudraa, Directeur Général de l'AMDIE, le vice-président de l'ASMEX et PDG de Cosumar, Mohamed Fikrat,M. Mountaga SY, Directeur Général de l'APIX, le ministre de la Santé du Sénégal M. Abdoulaye Diouf Sarr, Mme Nora Berra, ancienne secrétaire d'état française chargée de la Santé, Mme Aminata Mbengue Ndiaye, Ministre des Pêches et de l'Économie maritime du Sénégal, Philippe Lalliot, Ambassadeur de France au Sénégal, M. Mamadou Ndione, Directeur Général du COSEC.

### Edition virtuelle de 2020
L'édition de 2020, dans le contexte du Covid-19 se tient en vidéoconférence. L'événement est suivi les 24 et 25 novembre 2020 par près de 1300 personnes. Plusieurs personnalités du monde économique et politique participent aux conférences lives comme Kodjo Adedze, Ministre togolais du Commerce, de l’industrie et de la Consommation Locale, Jocelyne Caballero, Ambassadrice de France au Togo, Dr Sidi Ould Salem, Ministre de l’Enseignement supérieur, de la Recherche scientifique et des Technologies de l’information et de la communication de Mauritanie, Laurent Tamegnon Président, Conseil National du Patronat (CNP). Lors de cette édition, un appel à projet dédié aux innovations dans le secteur agro/agri a récompensé trois entreprises pour leurs solutions en faveur d'une agriculture africaine pérenne et éco-responsable : Neofarming Africa est une initiative du Groupe Zebra,,
La manifestation est soutenue par différents acteurs économiques et privés comme Business France, l'AFD, l'AWEX, Tennerdis, et Minalogic.

### Edition 2021
Les Rencontres Africa 2021 se tiennent à Lomé au Togo du 30 novembre au 2 décembre 2021. Les conférences débutent sous la présidence de Victoire Tomegah Dogbé, Premier Ministre du Togo, sur le thème « La relance en Afrique est-elle l’affaire des entreprises privées ? ». Parmi les intervenants, il y a Patrice Anato, Député de la Seine-Saint-Denis et Président de la commission Diplomatie Économique avec l’Afrique et Rose Kayi Mivedor, Ministre de la promotion de l’Investissement du Togo.

### Edition 2022
Les Rencontres Africa de 2022, se déroulent en République Démocratique du Congo du 22 au 25 novembre 2022. 300 participants sont physiquement présents aux conférences, 1200 internautes assistent à au moins une conférence. Les rencontres consistent en un jour de conférences et d’ateliers, puis deux à trois jours de rendez-vous individuels ou de réunions de réseautage. 1090 visiteurs ont été présents, 55 décideurs étrangers, 450 rendez-vous entre entreprises.

### Edition 2023
Les Rencontres Africa se sont déroulées cette année les 13 et 14 juin 2023 à Douala - les 15 et 16 juin à Yaoundé au Cameroun en présence de Joseph Dion Ngute, le Premier Ministre du Cameroun. Il s'agit de rencontres économiques multisectorielles afin de soutenir le développement des sociétés françaises sur des marchés porteurs que représente le Cameroun. La mission est basée sur une approche sur-mesure pour l'organisation des rendez-vous entre entreprises. Les entreprises dans les secteurs d'activité suivants étaient particulièrement concernées par cette opération : Energies, eau, assainissement, agriculture, agroalimentaire.